# 新井恵美子
新井 恵美子（あらい えみこ、1939年2月28日 - ）は、日本のノンフィクション作家。父親は平凡出版（現：マガジンハウス）の創立者である岩堀喜之助。

## 来歴
1939年（昭和14年）、東京に生まれる。6歳の時、父親の故郷である神奈川県小田原に疎開する。1957年（昭和32年）、神奈川県立小田原城内高等学校を卒業、学習院大学文学部国文科に入学。1959年（昭和34年）、学習院大学を中退。1963年（昭和38年）、「雨ふり草」で随筆サンケイ賞を受賞。1986年（昭和61年）、「サエ子とハマッ子」で横浜市福祉童話大賞を受賞。1996年（平成8年）、「モンテンルパの夜明け」で第15回潮賞ノンフィクション部門を受賞。

## 著書
- 『雨ふり草』牧羊社 1986
- 『ダバオの君が代 比島に新天地を求めた人々』日本図書刊行会 1993
- 『腹いっぱい食うために 『平凡』を創刊した父岩堀喜之助の話』近代文芸社 1994
- 『箱根山のドイツ兵 もう一度リリー・マルレーン』近代文芸社 1995
- 『モンテンルパの夜明け』潮出版　1996
- 『哀しい歌たち 戦争と歌の記憶』マガジンハウス 1999
  - 『女たちの歌 時代を映す「地上の星」の肖像』光文社知恵の森文庫
- 『江戸の家計簿 家庭人・二宮尊徳』神奈川新聞社 かなしん出版 2001
- 『原三溪物語』神奈川新聞社 2003
- 『岡倉天心物語』神奈川新聞社 2004
- 『少年たちの満州 満蒙開拓青少年義勇軍の軌跡』論創社 2007
- 『マガジンハウスを創った男岩堀喜之助』出版ニュース社 2008
- 『美空ひばりふたたび』北辰堂出版 2008
- 『モンテンルパの夜明け BC級戦犯の命を救った歌を作った人々』光人社NF文庫　2009
- 『美空ひばり神がくれた三曲』北辰堂出版 2009
- 『乱世を駆けぬけた姫お江』北辰堂出版 こはるブックス  2010
- 『七十歳からの挑戦 電力の鬼松永安左エ門』ブレーン 北辰堂出版 2011
- 『八重の生涯』ブレーン 北辰堂出版 2012
- 『焼け跡から立ち上がった10人の男たち』ブレーン 北辰堂出版 2013
- 『パラオの恋 芸者久松の玉砕』ブレーン 北辰堂出版 2013
- 『官兵衛の夢』ブレーン 北辰堂出版  2013年
- 『天心つれづれ』ブレーン 北辰堂出版  2013年
- 『死刑囚の命を救った歌』北辰堂出版  2015年
- 『『暮しの手帖』花森安治と『平凡』岩堀喜之助 昭和を駆けぬけた二人の出版人』北辰堂出版  2016年

## 参考
- 新井恵美子｜文学賞の世界
- 『文藝年鑑』2010